# Van Buren (videogioco)
Van Buren (nome in codice di Fallout 3 - A Post Nuclear Role Playing Game) avrebbe dovuto essere il terzo capitolo della serie di videogiochi Fallout.
A causa dei problemi finanziari di Interplay Entertainment, proprietaria di Black Isle Studios, lo sviluppo del gioco fu abbandonato nel 2003 e i diritti d'autore del marchio vennero ceduti a Bethesda Softworks, la quale ricostruì il progetto completamente da zero e pubblicò Fallout 3 nel 2008.

## Sviluppo
Lo sviluppo del progetto Van Buren viene fuori da una storia piuttosto travagliata e ricca di svariate implicazioni. La saga di Fallout venne abbandonata dai Black Isle come capitoli canonici nel 1998, con Fallout 2; nonostante vi fossero stati nel corso dei primi anni duemila alcuni spin-off, però di scarso valore artistico e produttivo. La serie venne accantonata principalmente perché, nonostante l'ottima accoglienza ottenuta dai giochi, le vendite erano sempre appena sufficienti a coprirne i costi di produzione, non riuscendo quindi a porre gli sviluppatori in una situazione di profitto. Data la situazione critica in cui la Interplay si ritrovò negli anni duemila, negli studi di Black Isle, gli sviluppatori iniziarono a concepire un nuovo e potente motore grafico 3D, noto come Jefferson Engine (nome derivato da Thomas Jefferson) che avrebbe dovuto essere la spina dorsale del nuovo Baldur's Gate III. Tuttavia quest'ultimo gioco venne cancellato da Interplay provocando non poco malcontento soprattutto da parte di Chris Avellone e Feargus Urquhart, che di lì a poco avrebbero lasciato l'azienda e fondato Obsidian Entertainment. Fortunatamente negli anni precedenti però, Avellone (personalità importante già nello sviluppo di Fallout 2) aveva iniziato a mettere su carta le prime idee di progettazione di un nuovo, terzo e ipotetico capitolo di Fallout; i Black Isle decisero di recuperare quel materiale e di utilizzare proprio il Jefferson Engine come base per la creazione di questo nuovo capitolo, sotto la guida di Josh Sawyer.
L'idea di dirigersi verso un nuovo Fallout, venne curiosamente proprio dai capitoli spin-off di scarso valore pubblicati nei primi anni duemila, ma che perlomeno ebbero una funzione ispirante nei confronti dei Black Isle. Il team di Sawyer utilizzò il nome temporaneo di Van Buren e il progetto del terzo Fallout andò in porto, con i lavori che procedevano a ritmo martellante. Tim Cain (uno dei principali autori di Fallout), sebbene non fosse più ufficialmente coinvolto in Interplay, fu richiamato come consulente per valutare lo stato di avanzamento del progetto. La sua valutazione di un tempo di sviluppo di diciotto mesi per un gioco di qualità eccellente si scontrò con la realtà di un'azienda alle prese con una stretta temporale di sei mesi per chiudere i lavori. Interplay aveva infatti accumulato circa 59 milioni di dollari di debiti.
Il conflitto tra la visione di Cain e la situazione economica di Interplay segnò la fine prematura di Van Buren. I lavori sul terzo capitolo si fermarono bruscamente, e questo fu il motivo per cui Interplay e Black Isle fallirono, trascinando anche Fallout nel baratro. A questo punto anche Sawyer lasciò Black Isle per unirsi ad Avellone ed Urquhart in Obsidian Entertainment, mentre la licenza per sviluppare Van Buren fu venduta il 13 ottobre 2004, per un anticipo di 1 175 000 dollari, a Bethesda Softworks, lo studio principalmente conosciuto come lo sviluppatore della serie The Elder Scrolls. Nel 2007, poi, Bethesda acquisì interamente tutta la saga di Fallout per 5 750 000 dollari; mentre ad Interplay non rimase che una autorizzazione per sviluppare un Fallout MMOG, nell'arco di 2 anni.

## Trama

### Ambientazione
I progetti iniziali avrebbero visto il gioco ambientato negli Stati Uniti d'America occidentali, nell'anno 2253 (92 anni dopo il primo Fallout, 12 anni dopo Fallout 2), su una mappa comprendente territori dell'Arizona, Nevada, Colorado e Utah. Tra i luoghi visitabili ve ne sarebbero stati alcuni quali la città di Denver (ribattezzata Dog Town), la diga di Hoover, il Grand Canyon e il Vault 29.

### Storia
La trama era completamente slegata dagli avvenimenti di Fallout e Fallout 2: il protagonista era un prigioniero chiuso in gabbia; la scelta data al giocatore era già visibilmente elevata in quanto, quest'ultimo, poteva scegliere se nella pre-trama era stato davvero un criminale o solo un innocente accusato ingiustamente. Il protagonista non avrebbe saputo come fosse finito in prigione né il perché, ma avrebbe dovuto scoprirlo, una volta fuggito, ponendo così inizio all'avventura. Lungo la sua strada, il protagonista, avrebbe incontrato anche le organizzazioni note come Repubblica della Nuova California e la Confraternita d'Acciaio, fino ad incrociare il proprio fato con lo scienziato pazzo Victor Prosper, desideroso di eliminare la feccia che ha occupato il globo dopo il disastro nucleare (ossia i mutati) e creare un ambiente sano per una umanità purificata dalle impurità.

## Modalità di gioco

Schermata inventario dellalfa giocabile di Van Buren: a sinistra gli oggetti nello zaino, a fianco gli indumenti indossati e le armi equipaggiate, le statistiche del personaggio e l'avatar; più in basso la descrizione dell'oggetto selezionato

Le meccaniche di gioco di Van Buren avrebbero utilizzato una versione leggermente corretta del sistema S.P.E.C.I.A.L. già utilizzato nei primi due capitoli. Non veniva comunque minata la libertà di azione del giocatore che, come nei capitoli precedenti, avrebbe potuto scegliere se incentrarsi su uno stile puramente combattivo, o utilizzare altri tipi di risoluzioni per affrontare le situazioni del gioco. Diversamente dal primo Fallout, in Van Buren i Vault erano visitabili, ma non era al loro interno che sarebbe iniziata la trama del gioco, né avrebbero ricoperto un ruolo di maggiore importanza come in Fallout 2. Assoluta novità introdotta nel gioco permetteva di scegliere se combattere in stile classico, a turni, oppure in tempo reale.

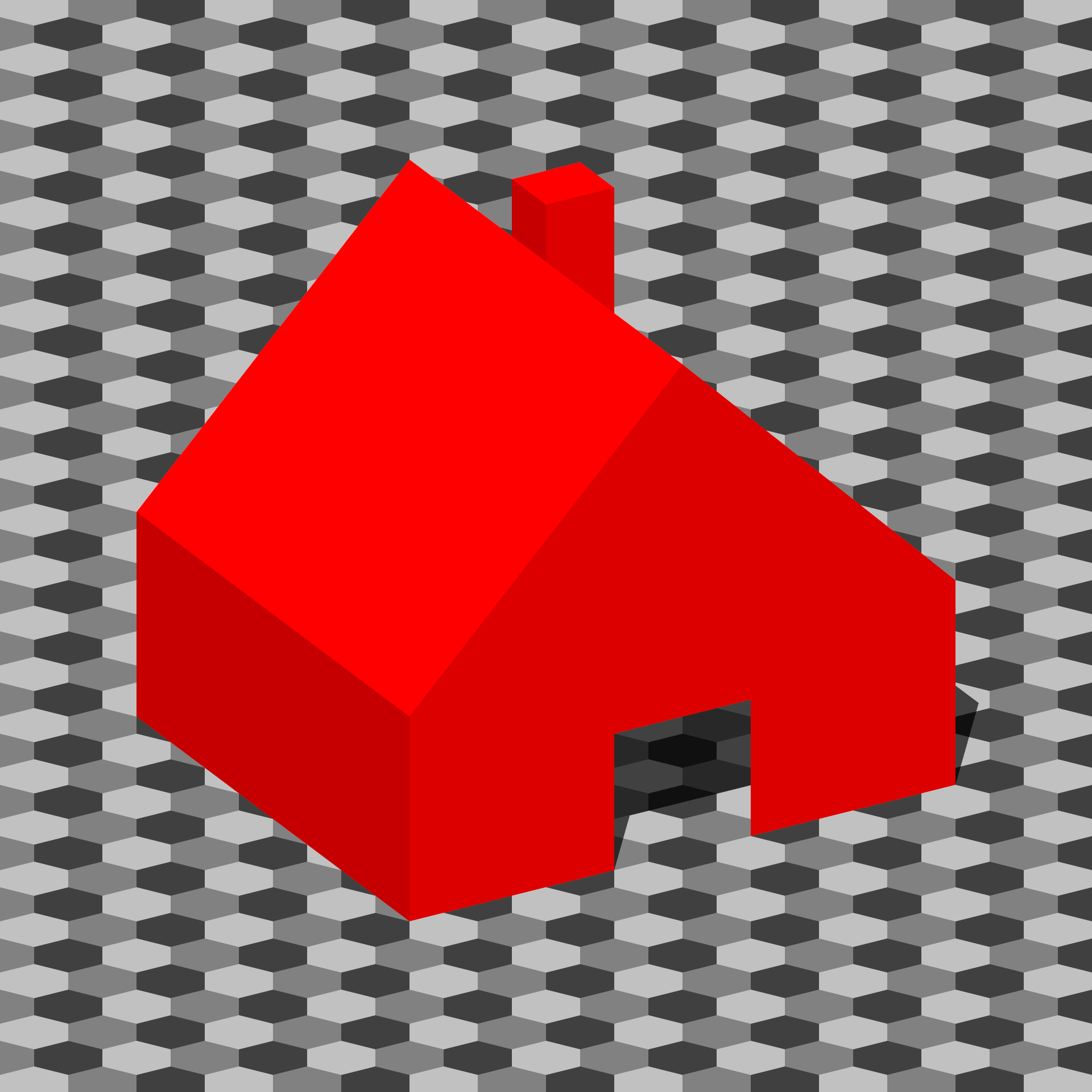
Come i primi due Fallout, Van Buren a suo modo avrebbe dovuto essere un videogioco isometrico 2.5D

Oltre a questo Chris Avellone ha confermato che (come in  Fallout e Fallout 2) il protagonista sarebbe stato accompagnato da un team di compagni le cui scelte, effettuate durante le missioni opzionali a loro dedicate, avrebbero avuto un impatto notevole sul mondo di gioco e i suoi abitanti. Altra interessante, e per certi versi atipica, caratteristica prevedeva la scelta da parte del giocatore di una musica per il proprio personaggio, una clip audio che sarebbe stata in grado di aumentare del 50% le statistiche del protagonista.

## Eredità
Pur essendo un gioco ufficialmente mai pubblicato, un vaporware, in realtà Van Buren era stato in gran parte realizzato. Non di meno ha lasciato una certa eredità alle sue spalle, permettendone anche di inquadrarne le meccaniche e funzionamenti. Inizialmente nel 2005 vennero divulgati alcuni documenti sul sito dedicato al mondo di Fallout, No Mutants Allowed, riguardanti il design del gioco; documenti questi che erano completi e firmati dai membri del team di sviluppo, comprendenti ampie descrizioni delle mappe esplorabili. Successivamente nel 2007 venne anche pubblicata su Internet una versione alfa demo parzialmente funzionante ma giocabile, unica vera testimonianza audio-visiva interattiva dell'esistenza effettiva del gioco; gratuitamente scaricabile da siti appositi.
Quando Obsidian Entertainment fu ingaggiata nel 2010, da Bethesda Softworks, per la realizzazione di Fallout: New Vegas, con Josh Sawyer come game director, Chris Avellone stesso ha confermato che alcune idee di Van Buren furono poi riutilizzate in New Vegas. Van Buren è entrato anche nell'immaginario collettivo dei fan della serie, soprattutto tra quelli più classici, e ancora oggi viene spesso utilizzato come metro di paragone per individuare le differenze tra quello che avrebbe dovuto essere Fallout 3 e quello che effettivamente è stato. Una flebile possibilità di vedere un videogioco di ruolo basato sul progetto mai terminato, è arrivata alla fine del 2014 quando inXile Entertainment ha acquisito il nome "VAN BUREN" e lo ha dichiarato come marchio registrato. Nel giugno 2015 Brian Fargo, capo di inXile, conferma l'intenzione di voler realizzare qualcosa con le idee e il nome di Van Buren, non escludendo una collaborazione con Avellone; ha tuttavia affermato che ci sarebbero stati sviluppi consistenti non prima di qualche anno.